# Vittorio Tassi
Vittorio Tassi (Radicofani, 1º maggio 1903 – Radicofani, 17 giugno 1944) è stato un carabiniere e partigiano italiano, medaglia d'oro al valor militare alla memoria.

## Biografia
Transitato nell'Arma dei Carabinieri nel 1923, dopo un'esperienza nel Corpo delle Guardie Regie, si congedò per fine ferma nel 1926. Richiamato nel 1938, prestava servizio nella stazione dei carabinieri di Chiaveretto (Arezzo). Per non aderire alla repubblica di Salò, dopo l'armistizio si diede alla macchia. Raggiunto il suo paese natale, Tassi organizzò un gruppo di partigiani e ne assunse il comando, compiendo numerose azioni contro i tedeschi, operando anche con la banda Tifone del Brigadiere Giovanni Zuddas da non confondersi con Brigadiere Zuddas, medaglia d'oro al valor militare per la Resistenza.
Individuato dai tedeschi, durante un massiccio rastrellamento, Tassi ordinò ai suoi partigiani di sganciarsi e rimase a Pian del Re, in Val d'Orcia, con altri cinque compagni di lotta, per ritardare l'avanzata del nemico. Catturato dai tedeschi, il carabiniere smentì che gli altri arrestati facessero parte della formazione partigiana. Fu solo parzialmente creduto e i tedeschi lo fucilarono con Renato Magi, un ragazzo di 19 anni, al quale, dopo la Liberazione, fu conferita la medaglia di bronzo alla memoria.

## Riconoscimenti
- A Vittorio Tassi è stata intitolata, a Firenze, la caserma dei carabinieri del Comando Legione Toscana ospitata nell'antico monastero di Santa Maria di Candeli.
- La caserma del comando compagnia di Montalcino(SI) è intitolata a Tassi.
- A Radicofani (SI) la piazza principale è stata dedicata a Tassi, dove è stata posta una lapide a ricordo.[5]

- A Vittorio Tassi è stato dedicato il 90º Corso Allievi Carabinieri tra i mesi di febbraio 1990 settembre 1990 ed il 136º Corso Allievi Carabinieri tra i mesi di dicembre 2016 e ottobre 2017.